# Містечко Віденського економічного університету
Містечко Віденського економічного університету (нім. Campus WU) — університетське містечко, частина міста з будівлями Віденського економічного університету (ВУ) в районі Леопольдштадту. Розміщене недалеко від центру міста у південно-західній частині колишньої світової виставки та пізніше виставкового центру, на північному краю відпочинкової зони — віденського Пратера. Складається з 6-ти будівель.
Будівлі містечка стали місцем для зйомок фільмів: «Гравці розумом» (MindGamers, 2015), «Життєва настанова» (Life Guidance, 2017) та «Місце злочину: Шок» (Tatort: Shock, 2017).

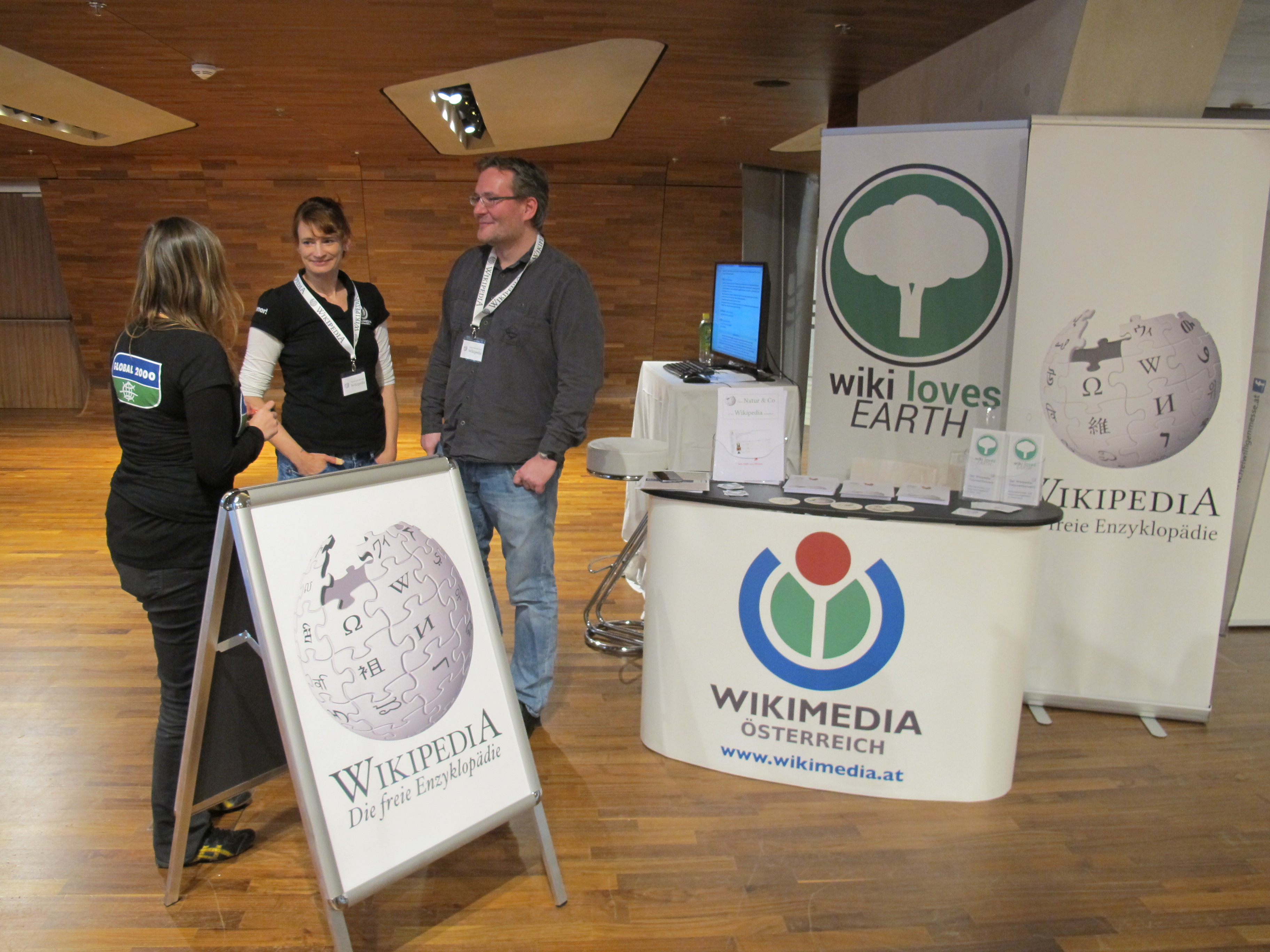
«Молоді волонтери». 2016

## Історія
Постанова про будівництво містечка Віденського економічного університету була ухвалена 1 жовтня 2007 року. В червні 2008 року розпочався міжнародний конкурс архітектурних проєктів і 16 грудня 2008 року були оголошені його переможці.

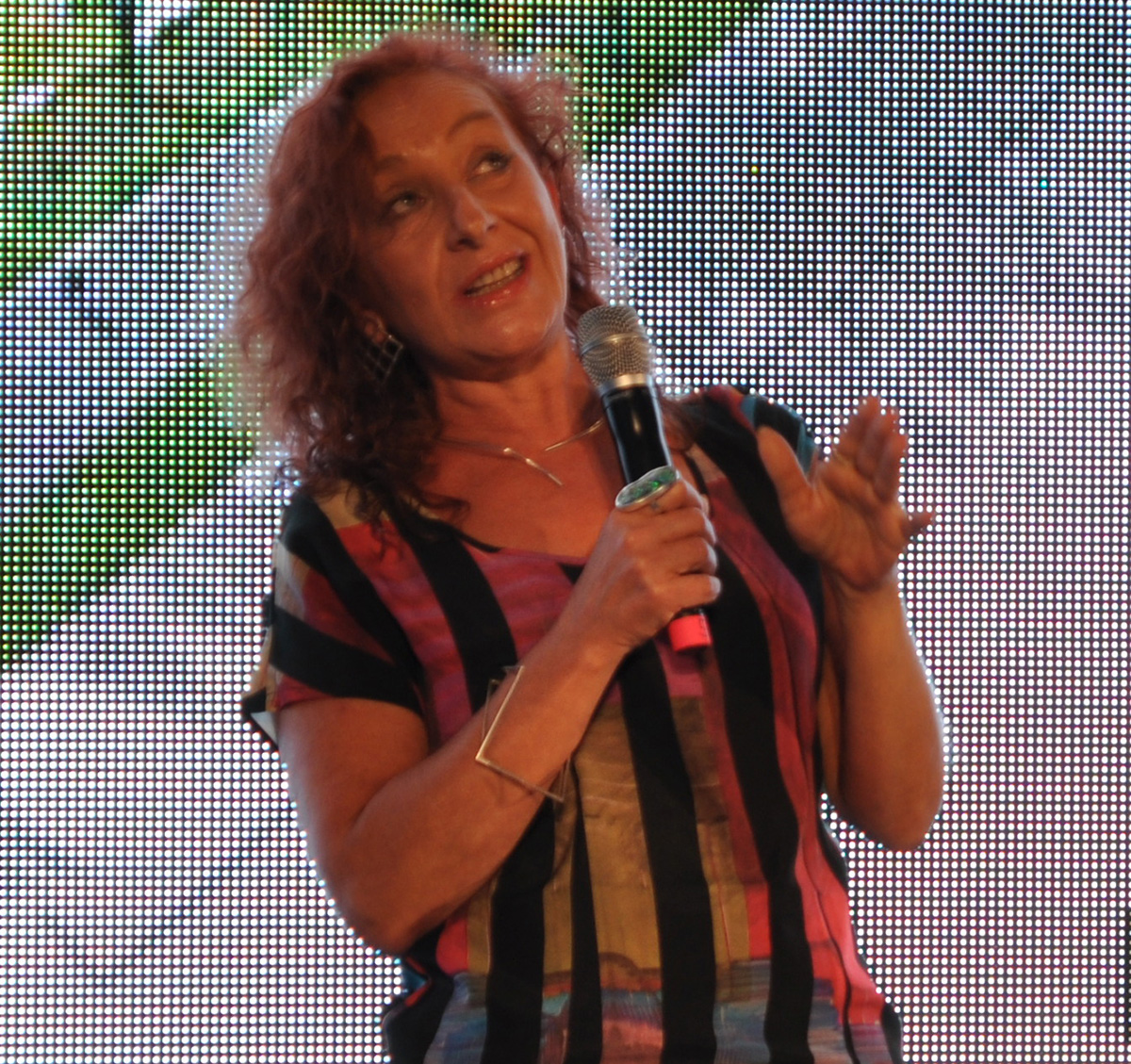
Лаура Шпінадель. 2013

Загальне планування містечка доручили архітекторам віденського архітектурного бюро «BUSarchitektur» під керівництвом Лаури Спінадель, яка отримала ряд престижних нагород, а п'ять інших переможців були нагороджені за проєкти окремих корпусів.
Церемонія початку будівництва відбулася 23 жовтня 2009 року, а земляні роботи розпочалися в лютому 2010 року. Урочисте відкриття містечка відбулося 4 жовтня 2013 року. Вартість проєкту склала 492 мільйони євро.

## Загальний проєкт містечка

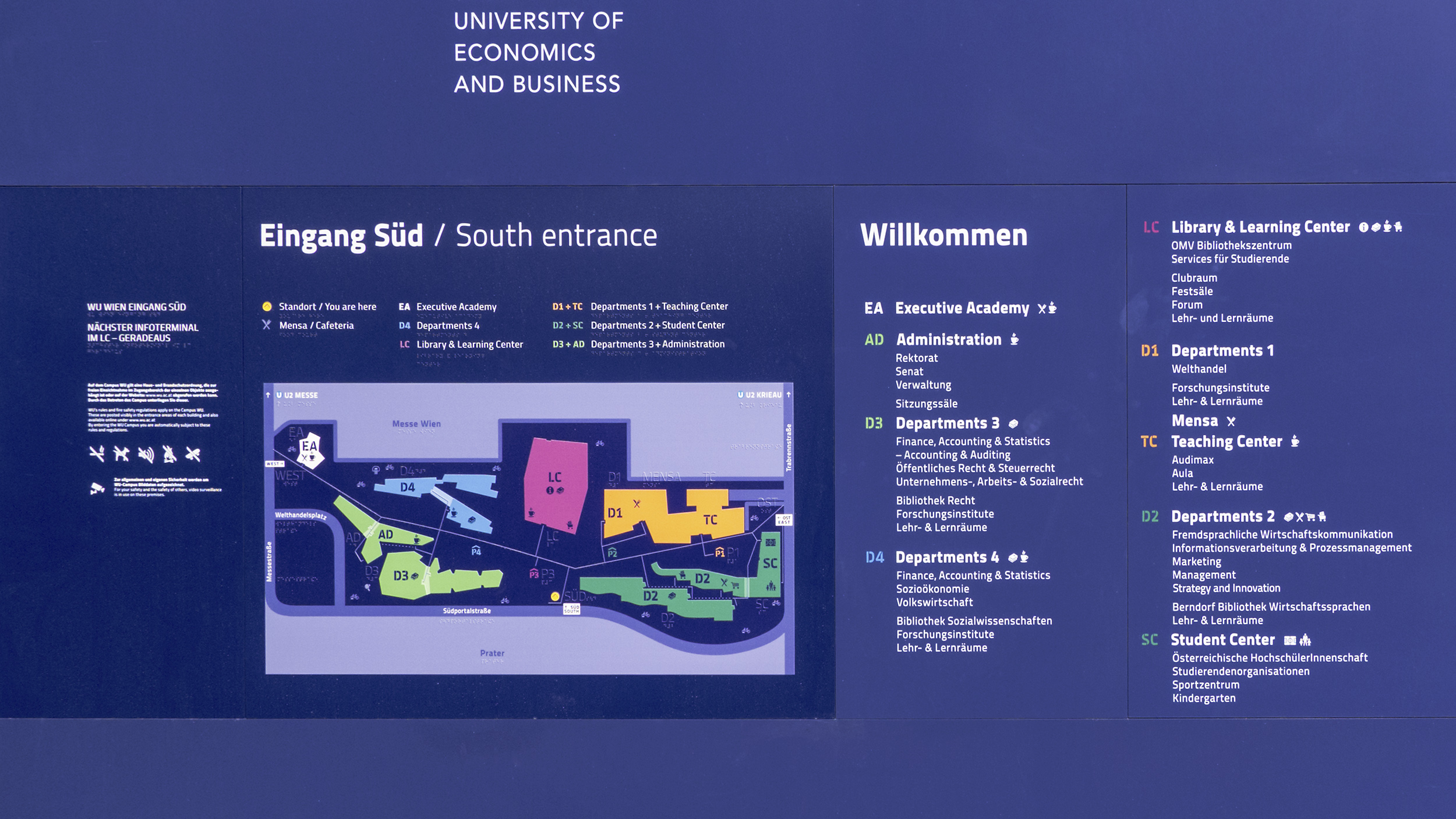
План містечка

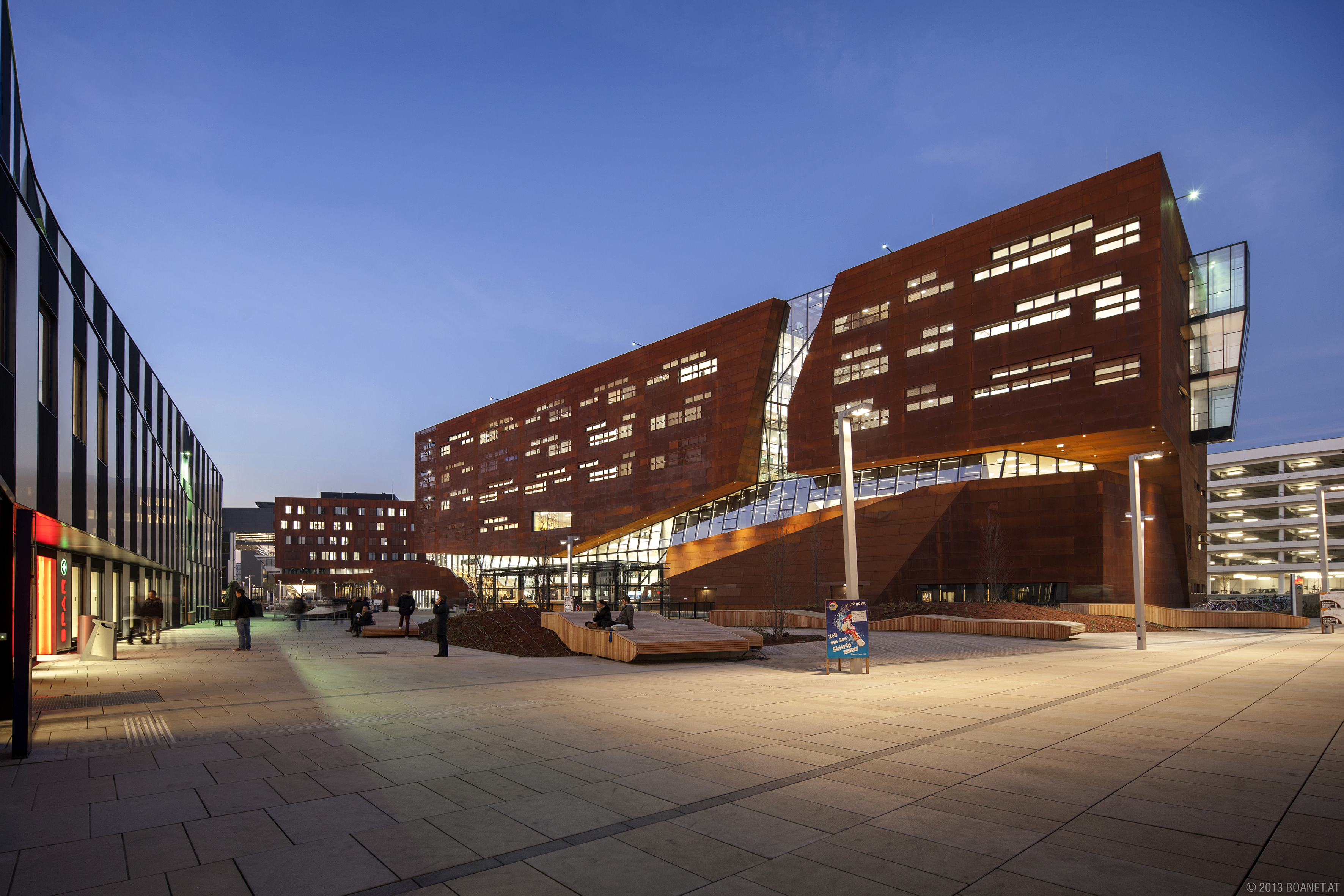
Лекційний центр, їдальня
та будівлі факультетів

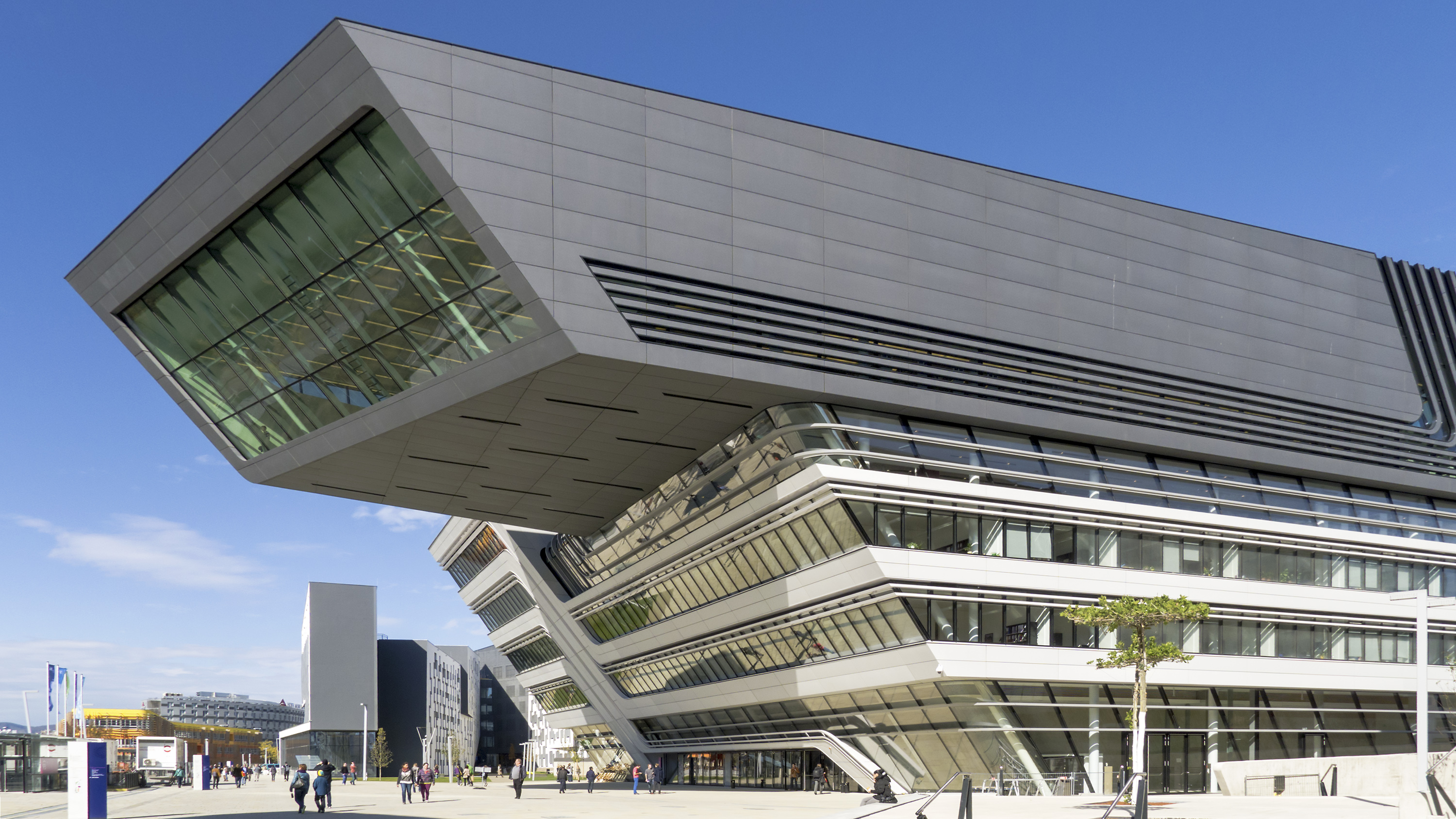
Бібліотека та навчальний центр

Комплекс є архітектурно еклектичним, оскільки стилі окремих будівель відрізняються один від одного та їх проєктували різні архітектурні фірми.
Містечко складається з шести будівель:

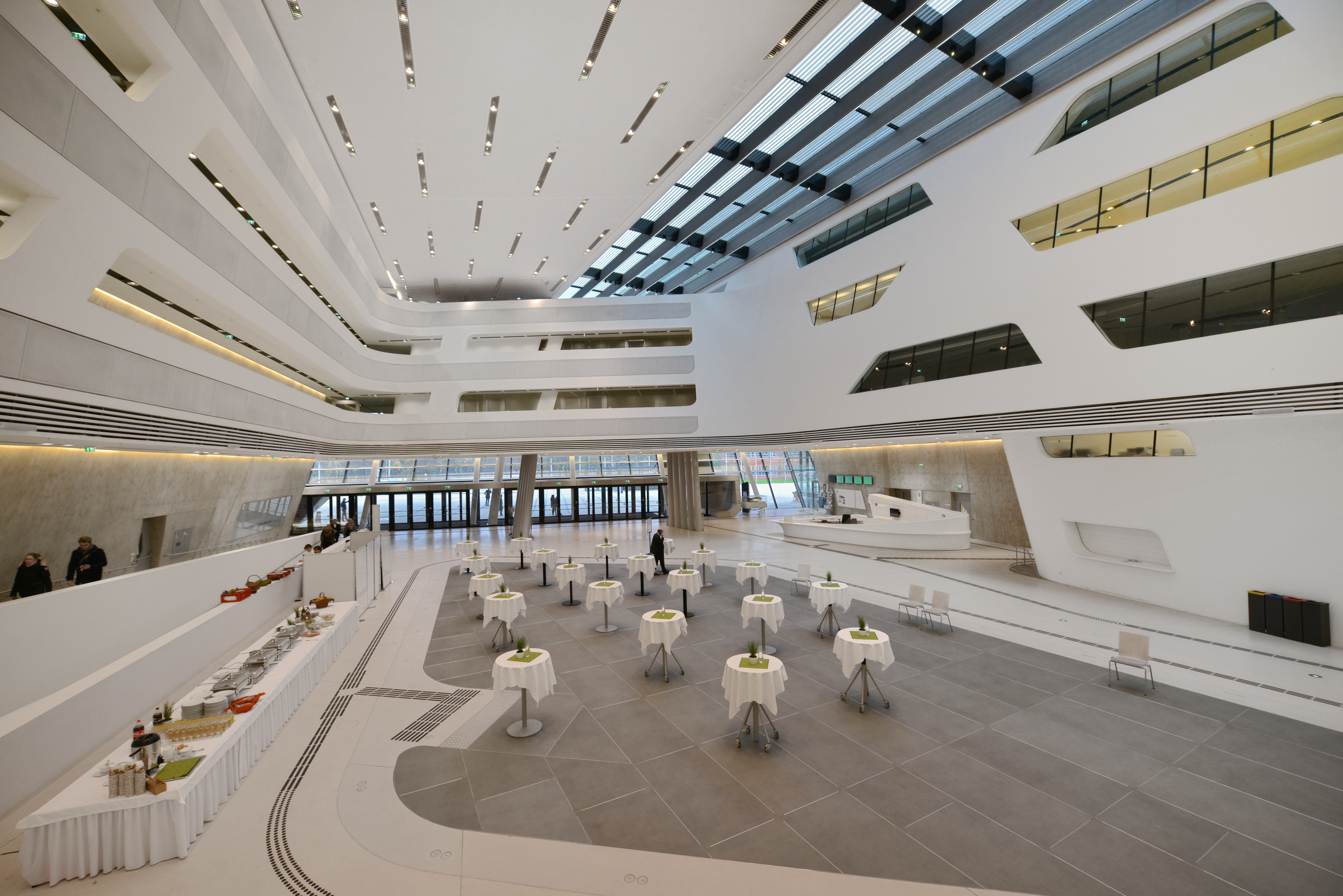
Бібліотечно-навчальний центр

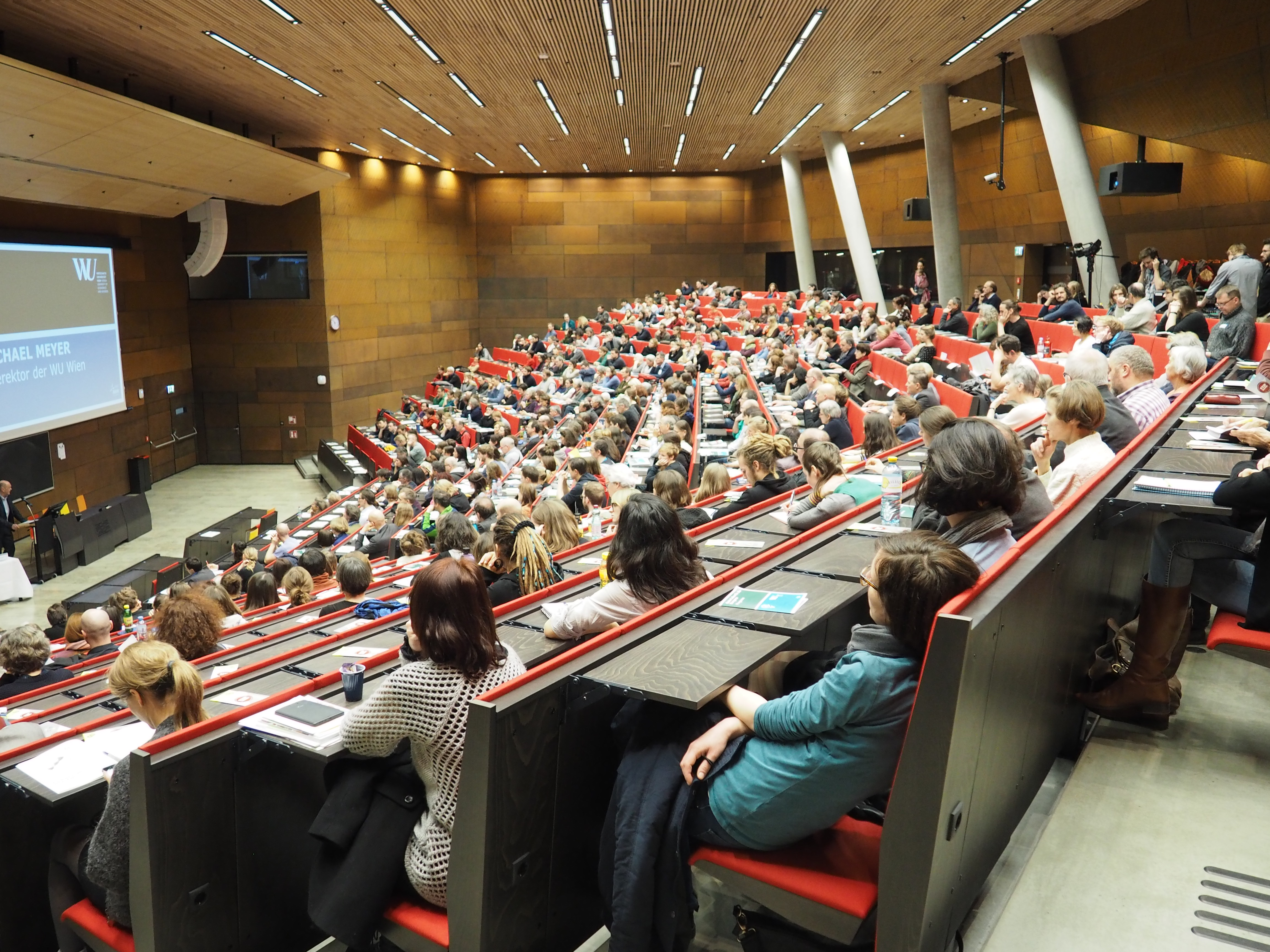

- бібліотека та навчальний центр — фірма «ZahaHadid»;
- лекційний центр, їдальня та будівлі факультетів — «BUSarchitektur»;
- зовнішні постачальники послуг та будівлі факультетів — майстерня «HitoshiAbe»;
- будівлі факультетів і спеціалізовані бібліотеки — «CRABstudio»;
- адміністрація — «NO.MADArquitectos»;
- будівлі факультетів — «EstudioCarmePinós».

Містечко університету розраховане на 30 тисяч студентів. Площа ділянки містечка становить 90 000 м², з них 35 000 м² — забудовані площі, довжиною близько 560 м і шириною від 150 до 210 м. Загальна площа підлог всіх будівель становить близько 140 000 м². На 55 000 м² відкритих для громадськості місць посаджені 232 дерева, є 9 900 м² кущів та квітів, 1659 м² газонів, 720 м велосипедних доріжок, 982 велосипедні паркувальні місця та дев'ять питних фонтанів.

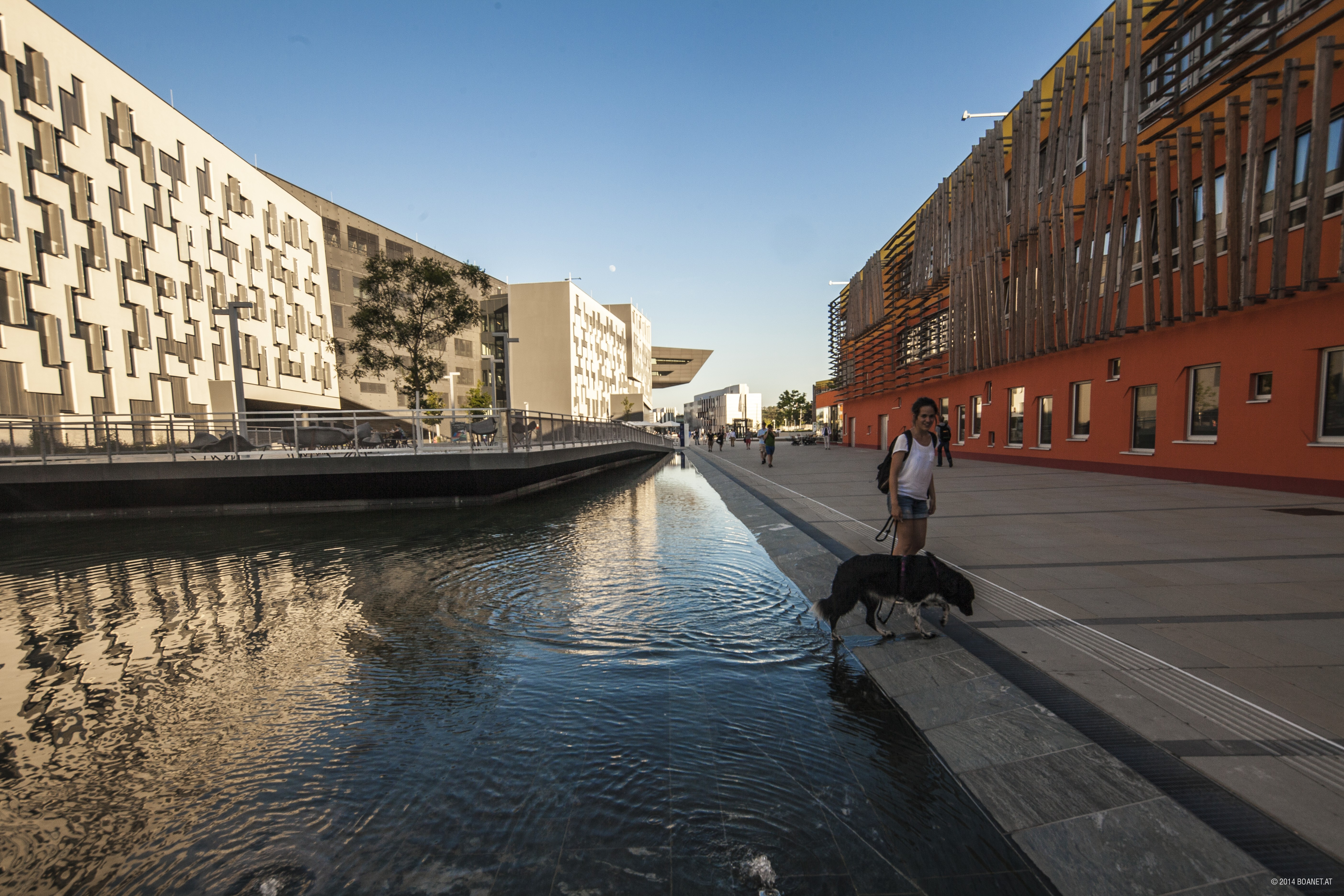

Усі будівлі університетського містечка побудовані на максимально енергоефективних принципах пасивного будинку і відповідають суворим нормам енергоефективності екологічного будівництва. 70 % енергії, необхідної для опалення та охолодження, виробляється з використанням геотермальної енергії. Містечко опалюється тепловими помпами, під'єднання до централізованого опалення потрібне лише для пікових навантажень та для споживачів високих температур. Тоді як для поліпшення літнього комфорту — охолодження повітря — використовуються ґрунтові води.
Крім офісів, приміщень для навчання та бібліотеки, на території містечка є книгарні, їдальні, пекарні, супермаркети, дитячі садки та спортивні центри. Крім того, є майданчики, які можна взяти в оренду для проведення різних заходів.
Найближчі станції віденського метрополітену — «Кріау» та «Пратер-виставка».

## Бібліотека та навчальний центр
У центрі містечка розміщений архітектурний шедевр — корпус LC, це бібліотека та навчальний центр бізнес-університету, побудований архітектурним бюро Захи Хадід у футуристичному стилі. Просторий атрій та інтер'єр бібліотеки та навчального центру нагадує про науково-фантастичні фільми та космічні кораблі.
Верхня темна частина корпусу, що нагадує стилізований «монітор» комп'ютера, витягується великою скляною поверхнею в напрямку Пратера. В будівлі розміщена центральна приймальня університету, відвідувачів приймає просторий атріум. Крім бібліотеки, тут є численні обслуговуючі приміщення для студентів, книгарня та два бальні зали. Площа забудови становить близько 41 000 м².

### Помилка монтажу панелей
У липні 2014 року на землю впала фасадна панель вагою близько 80 кг з будівлі бібліотеки бізнес-університету, потім друга в січні 2015 року. На щастя в обох випадках ніхто не постраждав, обидві плити впали на землю під час свят. Причиною стало те, що компанії та субпідрядники, які брали участь у будівництві, недбало виконали свій обов'язок уважності та попередження руйнування. Як випливає зі звіту: «Підвіска була прикріплена без механічних гвинтів».
Тому протягом літа 2015 року кожну з приблизно 2500 фасадних панелей перевіряли окремо та закріплювали в дванадцяти точках металевими штифтами. В результаті збитки, завдані містечкові університету, становили 1,5 мільйона євро.

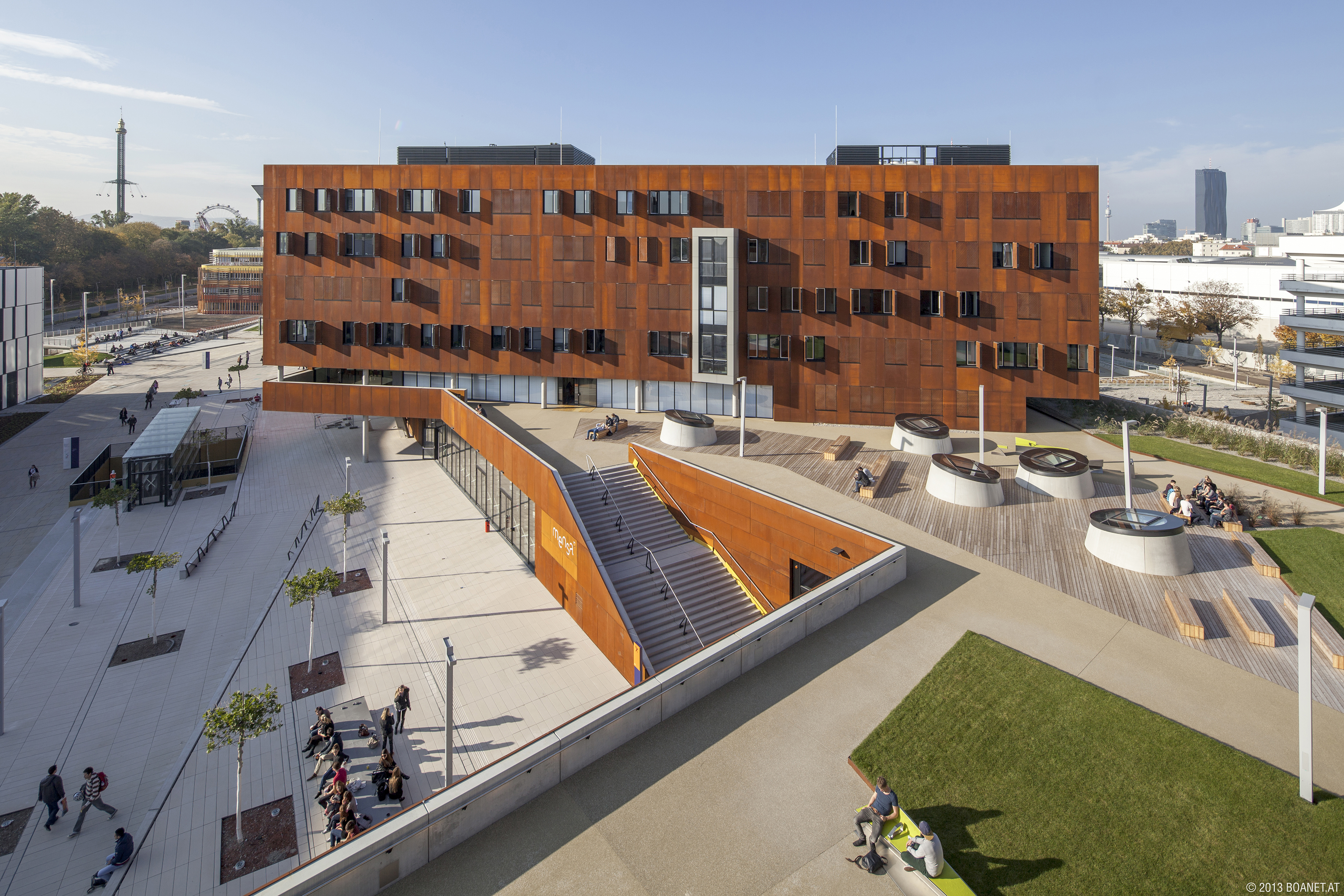
Перший відділ і навчальний центр (D1 & TC)

## Перший відділ і навчальний центр (D1 & TC)
В північно-східній частині містечка розміщений корпус Першого відділу і навчального центру (D1 & TC), фасад якого виготовлений зі атмосферостійкої конструкційної сталі, поверхня якої з роками іржавіє та повільно змінює колір. Цю сталь використано також в залі для глядачів, що може вмістити 650 студентів. В будівлі з площею 34 000 м² розміщені факультет міжнародної торгівлі, кілька науково-дослідних інститутів, 21 лекційна аудиторія на шести рівнях, кімнати для семінарів і їдальня.

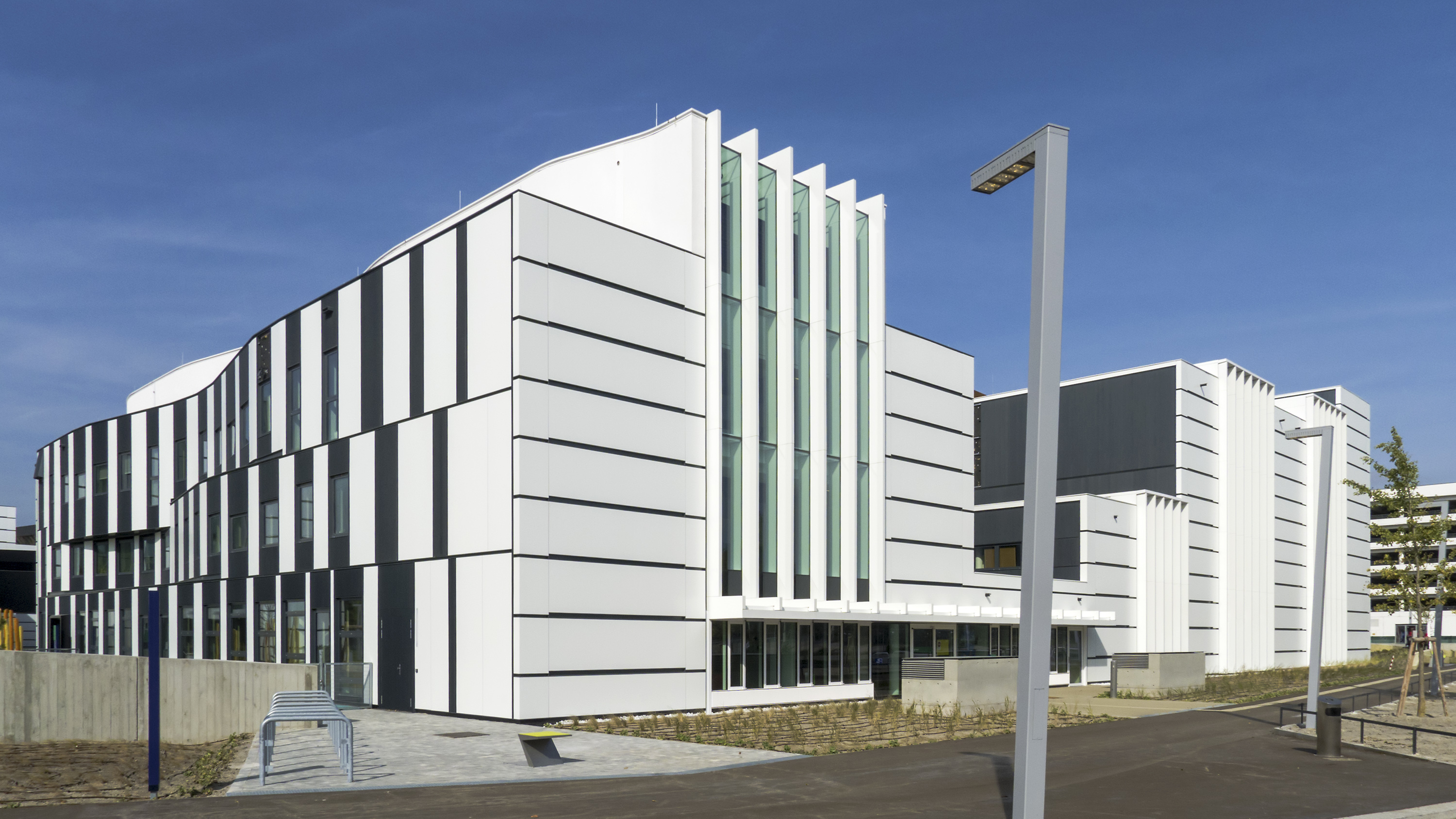
Другий відділ і
навчальний центр (D2 & SC)

## Другий відділ і навчальний центр (D2 & SC)
В південно-східній частині містечка розміщений корпус Другого відділу і навчального центру (D2 & SC), що складається з двох довгастих структур із фасадом із накладених один на одного тонких шарів. Між двома частинами будівлі розміщені невеликі майданчики, які запрошують людей затриматися та зустрітися. Тут розміщені приміщення для відділів ділової комунікації іноземними мовами, обробки інформації, менеджменту, маркетингу та корпоративного управління, а також науково-дослідний інститут, книжковий магазин і бібліотека ділових мов. В частині SC міститься спортивний центр із трьома тренувальними залами та громадським дитячим садком. Площа забудови становить близько 23 000 м².

## Третій відділ і адміністрація (D3 & AD)

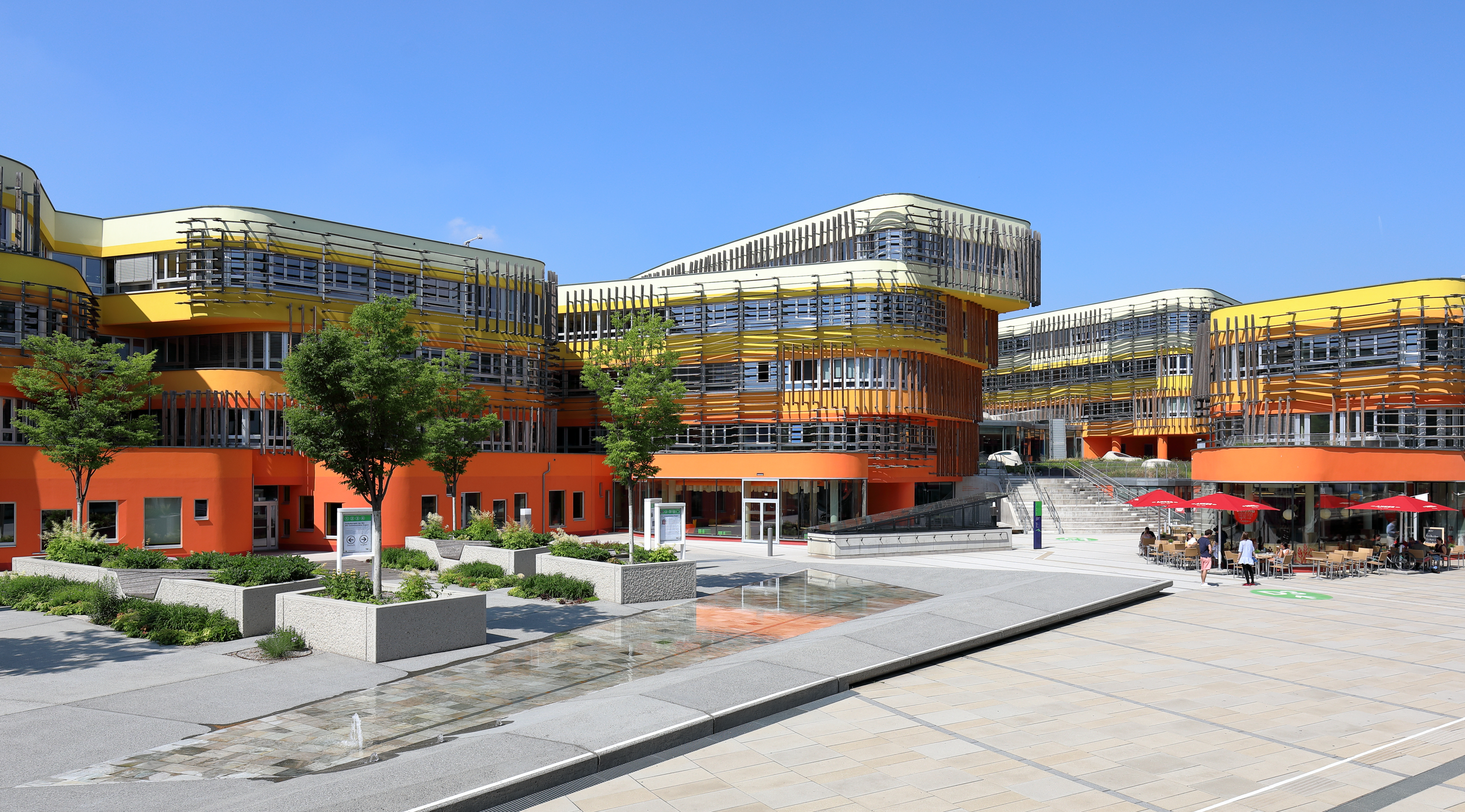
Третій відділ і адміністрація (D3 & AD)

Дві будівлі третього корпусу та адміністрації (D3 & AD) займають південно-західну частину містечка. Будинки утворюють кілька внутрішніх дворів, проходів, ніш, терас, атріумів і відкритих просторів з місцями для відпочинку. У будівлі D3 розташовані кафедри публічного та корпоративного права, трудового та соціального права, а також чотири науково-дослідні інститути та спеціальна бібліотека з господарського права. Адміністрація та ректорат університету розміщені в корпусі AD. Верхні поверхи фасадів оздоблені кольоровими барвистими смугами, що служать захистом від сонця. Площа забудови становить близько 20 000 м².

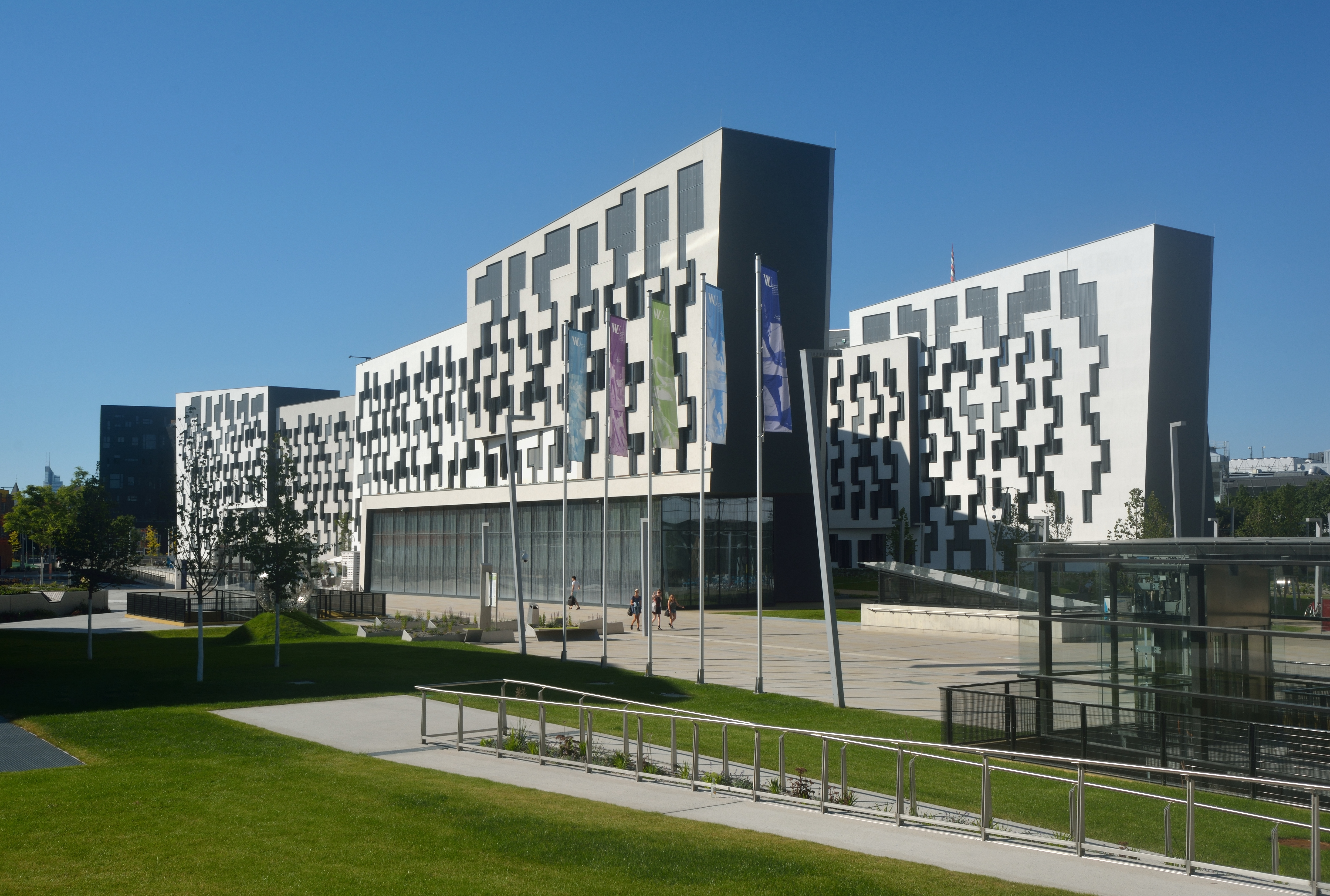
Четвертий відділ (D4)

## Четвертий відділ (D4)
В північно-західній частині містечка в будівлях відділу (D4) розміщені кафедри фінансів, соціально-економічної та національної економіки, а також п'ять науково-дослідних інститутів і кілька службових приміщень. Їх відкидні розсувні віконниці з алюмінієвого перфорованого листа оформлені ламаними лініями з прямокутників, що переходять один в одного і створюють динамічний рисунок фасадів. Через окремий вхід можна потрапити до бібліотеки та Lifestyle Cafe. Площа забудови становить близько 16 000 м².

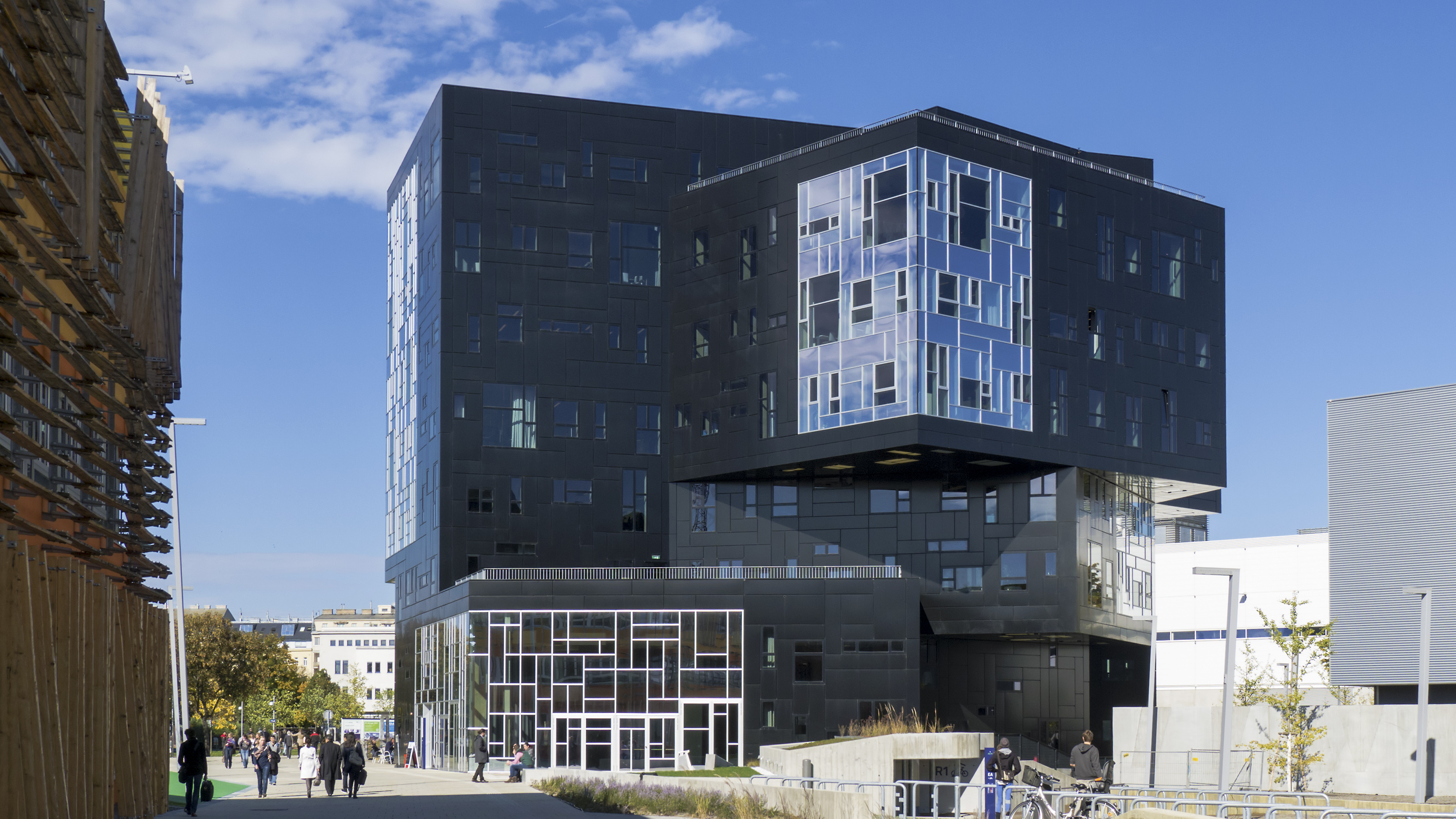
Відділ адміністрації (EA)

## Відділ адміністрації (EA)
Шестиповерхова будівля адміністрації (Executive Academy) розміщена біля західного входу до студентського містечка. Її фасад виготовлений з від непрозорого до прозорого скла та алюмінію, тому віддзеркалює набо та оточення, інтегруючи будівлю в довкілля. Крім адміністрації будівля містить дві лекційні аудиторії, чотири кімнати для семінарів, офісні приміщення та багатофункціональну зону для проведення заходів. Площа забудови становить близько 6000 м².